# Qaskeleng
Qaskeleng (kazakiska: Қаскелең), är en ort i Kazakstan.   Den ligger i oblystet Almaty, i den sydöstra delen av landet, 1 000 km söder om huvudstaden Astana. Qaskeleng ligger 846 meter över havet och antalet invånare är 58 418.
Terrängen runt Qaskeleng är platt norrut, men söderut är den kuperad. Terrängen runt Qaskeleng sluttar norrut. Runt Qaskeleng är det ganska tätbefolkat, med 75 invånare per kvadratkilometer. Qaskeleng är det största samhället i trakten. Trakten runt Qaskeleng består i huvudsak av gräsmarker.